# Chris Coons
Christopher Andrew "Chris" Coons (nascido em 9 de setembro de 1963) é um político americano. Membro do Partido Democrata, atual senador dos Estados Unidos desde 2010. Em 3 de fevereiro de 2010 anunciou sua candidatura para a eleição para o senado em 2010, cargo que foi desocupado pelo vice-presidente Joe Biden. Antes de ser empossado no Senado, Coons foi o executivo do Condado de New Castle.
Coons foi empossado como senador em 15 de novembro de 2010, pelo vice-presidente Joe Biden. O senador Joe Manchin foi empossado também no mesmo dia.